# Blepisanis aurivillii
Blepisanis aurivillii är en skalbaggsart som först beskrevs av Stefan von Breuning 1951.  Blepisanis aurivillii ingår i släktet Blepisanis och familjen långhorningar.
Artens utbredningsområde är:
- Angola.
- Benin.
- Gabon.
- Ghana.
- Kenya.
- Nigeria.
- Togo.

Inga underarter finns listade.